# ليليان إليوت
ليليان إليوت هي ممثلة كندية، ولدت في 24 أبريل 1874 في كندا، وتوفيت في 15 يناير 1959 في الولايات المتحدة.

## وصلات خارجية
- ليليان إليوت على موقع IMDb (الإنجليزية)
- ليليان إليوت على موقع قاعدة بيانات برودواي على الإنترنت (الإنجليزية)
- ليليان إليوت على موقع قاعدة بيانات الفيلم (الإنجليزية)